# Dalbergieae
Tông Trắc (danh pháp khoa học: Dalbergieae) là một tông thực vật thuộc họ Đậu (Fabaceae).
Theo USDA thì các chi sau đây thuộc về tông này:
- Andira Juss.
- Brya P. Browne
- Cascaronia Griseb.
- Centrolobium Mart. ex Benth.
- Cranocarpus Benth.
- Dalbergia L. f. - trắc, cẩm lai, sưa
- Etaballia Benth.
- Fissicalyx Benth.
- Geoffroea Jacq.
- Grazielodendron H. C. Lima
- Hymenolobium Benth.
- Inocarpus J. R. Forst. & G. Forst.
- Machaerium Pers.
- Paramachaerium Ducke
- Platymiscium Vogel
- Platypodium Vogel
- Pterocarpus Jacq. - giáng hương
- Ramorinoa Speg.
- Riedeliella Harms
- Tipuana (Benth.) Benth.
- Vatairea Aubl.
- Vataireopsis Ducke

Về các chi trước đây gộp trong Dalbergieae, xem Adesmieae và Aeschynomeneae.

## Hình ảnh

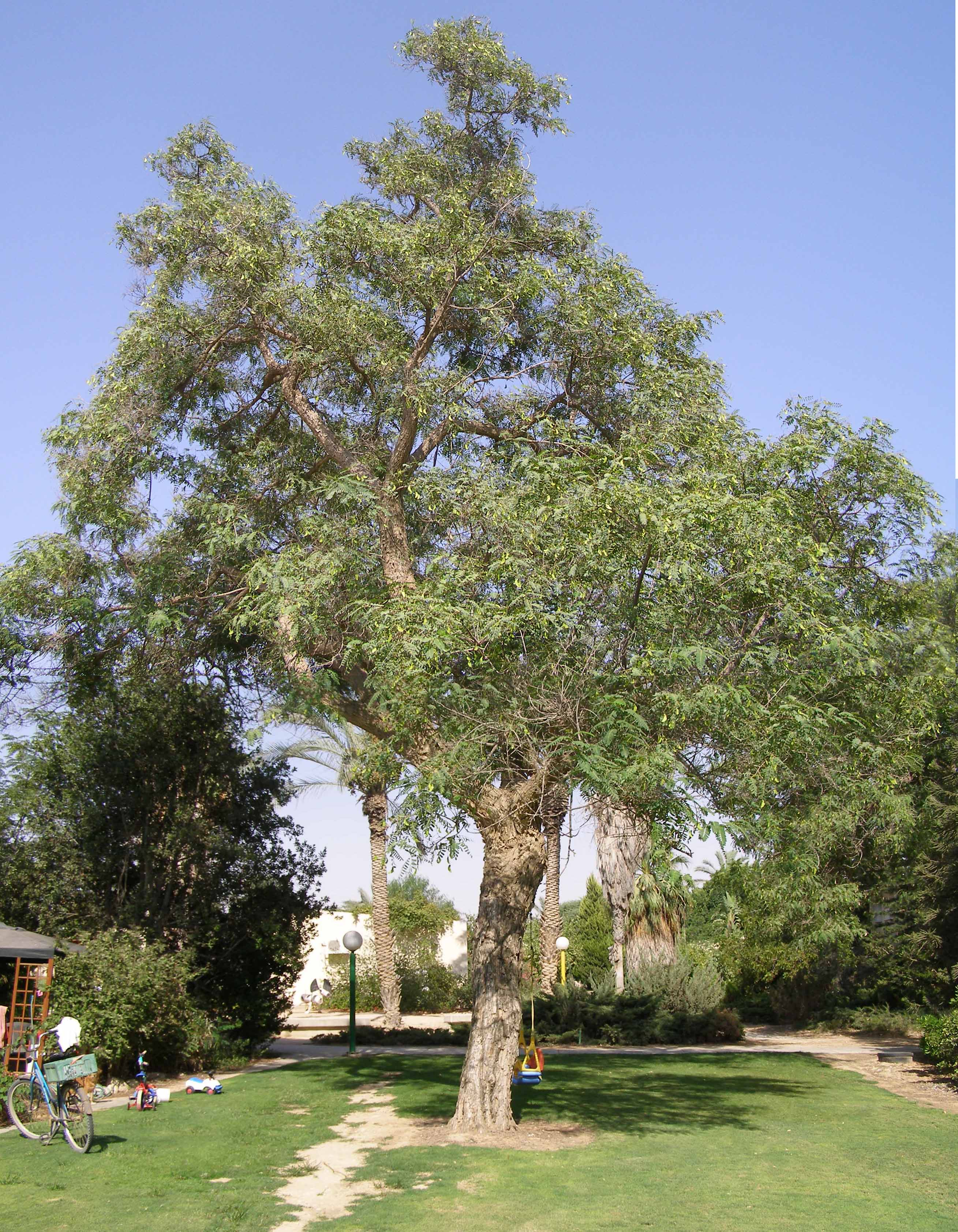
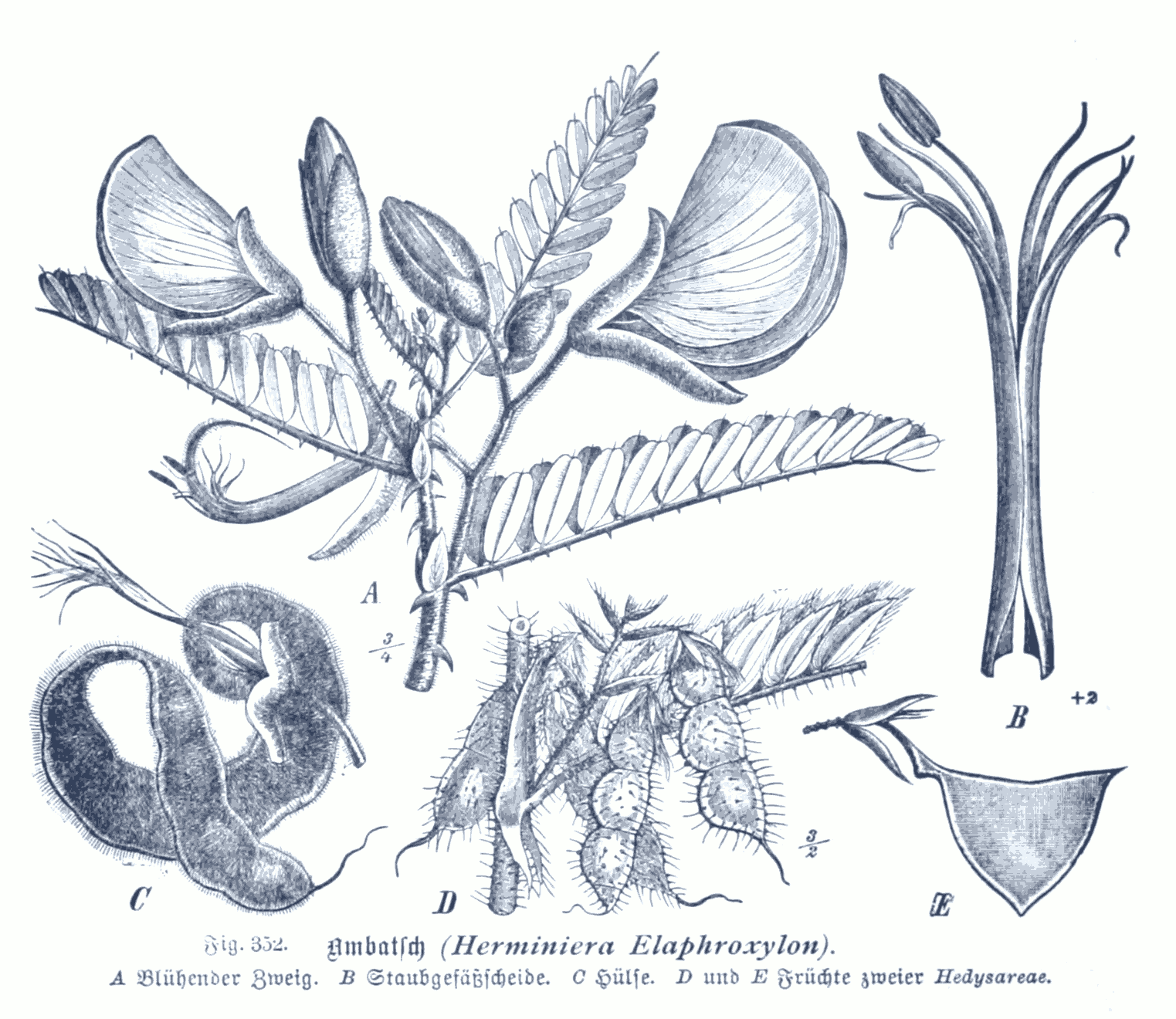
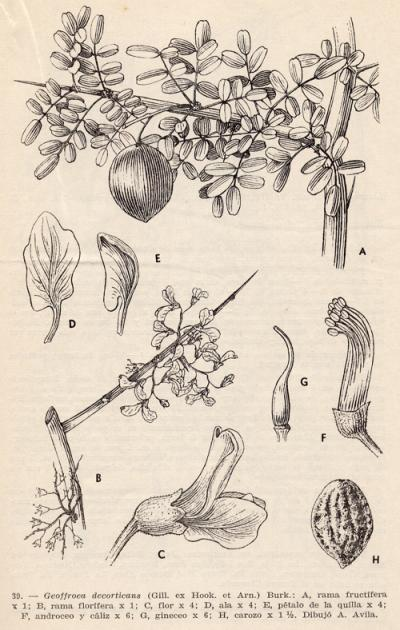
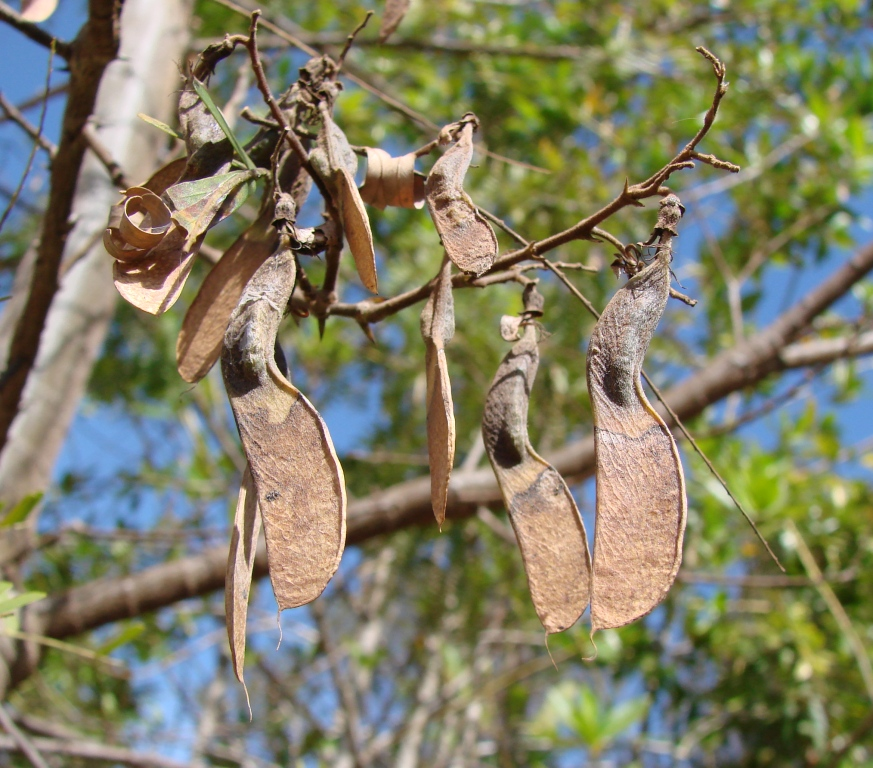